# Brian Welch
Brian Philip Welch (* 19. června 1970, známý též jako Head), je americký hudebník a kytarista a spoluzakladatel nu metalové skupiny Korn. V roce 2005 se stal křesťanem a skupinu opustil s cílem věnovat se rodině a sólové kariéře. V roce 2008 vydal své debutové album Save Me from Myself, poté měl i kratší koncertní tour pod Americe. V únoru 2012 oznámil hudební skupinu Love and Death, která vznikla z jeho sólového projektu. V květnu roku 2013 Brian oficiálně prohlásil, že se vrací zpět ke Korn a nahraje nové studiové album.
Světové turné Korn v roce 2013 bylo věnováno k návratu Briana do skupiny.
V září 2013 vychází album the Paradigm Shift, na kterém je již i Brian Welch.

## Diskografie

### Korn
- Korn (1994)
- Life Is Peachy (1996)
- Follow the Leader (1998)
- Issues (1999)
- Untouchables (2002)
- Take a Look in the Mirror (2003)
- The Paradigm Shift (2013)
- The Serenity Of Suffering (2016)
- The Nothing (2019)

### Brian „Head“ Welch
- Save Me from Myself (2008)

### Love and Death
- Between here and Lost (2013)